# Quiate
O quiate ou kyat (plural em português: quiates ou kyates; em birmanês: ကျပ် [tɕaʔ]; código ISO 4217: MMK) ou, aproximando-se mais da pronúncia birmanesa, chate, é a unidade monetária da República da União de Mianmar (antiga Birmânia). É comummente abreviada como "K" (singular ou plural) ou "Ks" (plural), abreviatura colocada antes ou após o numeral, dependendo da preferência do autor. Subdivide-se em 100 pya.